# 格里·迪伊
格里·迪伊（Gerry Dee，1968年12月31日—），本名杰拉德·弗朗西斯-约翰·多诺霍是一位加拿大演员、脱口秀喜剧演员、游戏节目主持人、导演、制片人和作家。 他是《Family Feud Canada》的主持人，并在《Last Comic Standing》第五季中获得第3名；以及编剧并主演情景喜剧《Mr. D》，该剧在加拿大廣播公司電視台（CBC）播出。